# Fooi

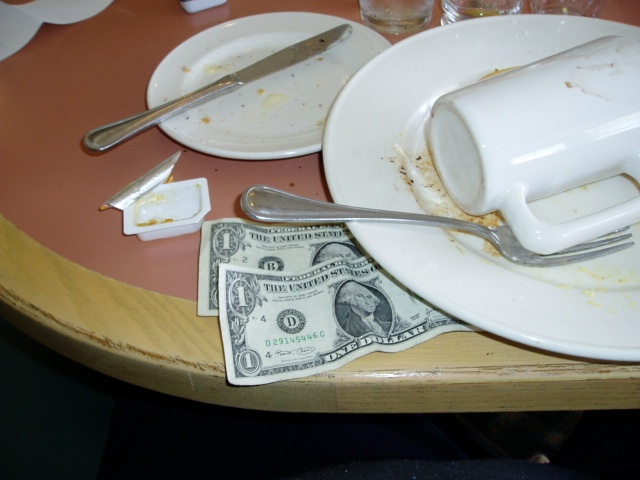
Twee dollar fooi

Een fooi is een extra geldbetaling als beloning voor extra kwaliteit voor verkregen diensten boven de verwachte 'normale' kwaliteit. Fooi is niet hetzelfde als loon omdat men er in principe geen recht op heeft. Bovendien krijgt men fooi direct van klanten, in tegenstelling tot een bonus of gratificatie, die van de werkgever komt. Fooi vormt meestal een prikkel voor de dienstverlener om extra zijn best te doen. Een andere, van oorsprong Engelse benaming is tip.
In vroeger tijden werd een fooi ook wel drinkgeld genoemd. De Franse benaming pourboire verwijst hier nog direct naar, evenals het Duitse Trinkgeld. In het Engels wordt een fooi tip of gratuity genoemd. In Wallonië komen we de term dringuelle tegen.

## Aan wie geeft men een fooi?
In de meeste gevallen wordt fooi slechts aan bepaalde beroepsgroepen gegeven. Het hangt van de cultuur af aan welke beroepen maar men kan een fooi geven aan bijvoorbeeld:
- obers, serveerders en kelners (maar in principe niet bij een buffet)
- piccolo's
- pompbedienden van tankstations
- kappers
- taxichauffeurs
- bezorgers
- gidsen
- kruiers
- touringcarchauffeurs
- uitsmijters
- medewerkers bewaakte fietsenstalling
- kassamedewerkers

## Wanneer betaalt men fooi?
Het al dan niet geven van fooi en de hoogte ervan is sterk cultuurgebonden. In Nederland en de Scandinavische landen krijgt personeel altijd ten minste een minimumloon of cao-loon, en is het geven van fooi niet gebruikelijk of verplicht. In landen als de Mediterrane landen en de Verenigde Staten, is het personeel grotendeels afhankelijk van fooien. In een aantal Aziatische landen wordt het geven van een fooi gezien als een belediging.
Vaak betaalt men de fooi gelijktijdig met de factuur aan tafel aan de bediening. Indien men (bijvoorbeeld in de Verenigde Staten) bij het verlaten van het restaurant bij een aparte kassa moet betalen laat men de fooi op tafel achter en betaalt men bij de kassa alleen de factuur. Wanneer het maal uit een buffet bestond, wordt nooit fooi gegeven (immers, men bedient zichzelf).
Fooi is bedoeld om de dienstverlener in bepaalde bedrijfstakken beter zijn best te laten doen. Is de klant niet tevreden, dan is het normaal om geen fooi te geven.
Een fooi geeft men uitsluitend aan het personeel. Een werkgever ontvangt geen fooi, hoewel deze in sommige gevallen wel aanspraak maakt op de fooien en soms werknemers verplicht deze af te dragen.
In de luchtvaart worden geen fooien gegeven.

## Hoeveel?
De hoogte van de fooi hangt ook af van de cultuur, bedrijfstak en de hoogte van de rekening. In Nederlandse restaurants is de niet verplichte fooi meestal tussen de 5 en 10%, waarbij men meestal bedragen naar boven afrondt (bijvoorbeeld bij een rekening van € 32 er € 35 van maken). Wanneer de bedragen hoger worden, worden de fooien procentueel lager.
In andere landen zoals de landen van Noord-Amerika is het gebruikelijk om tussen de 15 en 20% fooi te betalen, maar nooit minder dan 10%.

## Wat gebeurt met de fooi?
Fooien mogen soms gehouden worden, maar worden meestal verdeeld onder het personeel. De koks krijgen immers nooit fooi, maar hebben wel in de keuken het eten klaargemaakt. Andere bedrijven gebruiken fooien om personeelsuitjes of cadeaus te financieren. In het slechtste geval pikt de baas de fooien in.
In de loonbelasting zijn fooien niet belast omdat ze geen loon vormen, maar in de inkomstenbelasting wel. De werknemer moet dit dus in zijn aangifte als inkomen opgeven, dit gebeurt echter praktisch nooit. Omdat het om contant geld gaat dat in meerdere kleine bedragen gegeven wordt, is het ook vrijwel niet te controleren.

## Service compris en verplichte fooien
Mede doordat de beloning van het bedienend personeel verbeterd werd, werd in de vijftiger jaren het verplichte bedieningsgeld in Nederland afgeschaft. De kosten voor de bediening werden via een opslag van bijvoorbeeld 15%, vast onderdeel van de prijs. Dit werd aangegeven op de rekening door de tekst 'Inclusief', 'Service compris' of 'bediening inbegrepen'. Deze toevoeging verdween echter in de loop van de jaren. In andere landen worden nog wel bedieningskosten in rekening gebracht. Soms is ook het geven van een fooi daarbovenop gebruikelijk.
Een (in Nederland verboden) 'verplichte fooi' is een minimumfooi die een restaurant diens klanten verplicht te betalen. Vaak wordt van tevoren aangegeven dat een minimumfooi verplicht is, bijvoorbeeld door dit op de kaart aan te geven. In tegenstelling tot de bedieningskosten en niettegenstaande de uitdrukking, is betaling niet verplicht en verschijnt het niet op de rekening. In de VS is echter bepaald dat een fooi nooit verplicht is en dat betaling niet af te dwingen is, ook niet als dit van tevoren wordt aangegeven.

## Eindejaarsfooi
Een eindejaarsfooi is een geldbedrag dat men aan een bezorger van een dagblad of huis-aan-huisblad verstrekt als vergoeding voor het in het afgelopen jaar verrichte werk.
De eindejaarsfooi wordt opgehaald in de periode half december tot en met half januari in het eropvolgende jaar. De uitgever dan wel de distributeur van de publicatie reikt daartoe kerstkaartjes uit aan de bezorgers, waarop namens de publicatie een kerst- en nieuwjaarsgroet aan de lezers gedaan wordt.
Voor de bezorgers van huis-aan-huisbladen zijn de aldus verkregen inkomsten meest de grootste inkomstenpost van het jaar: hun beroep valt niet onder een cao; er wordt een prestatiebeloning uitbetaald die bijzonder laag is. Ook de andere bezorgers krijgen per bezorgd exemplaar uitbetaald, maar in het geval van folders zijn de verdiensten hoger, terwijl de dagbladbezorgers een cao hebben waarin secundaire arbeidsvoorwaarden als ziektewetuitkeringen, fietsvergoedingen en bonussen geregeld zijn.
De laatste jaren is het ophalen van de fooi niet meer zonder gevaar. Bezorgers zijn de kaartjes, of de fooi - onder bedreiging - afgenomen. Ook worden steeds vaker de kaartjes met behulp van scanners en kleurenkopieerders nagemaakt. Incidenteel beroofden nepbezorgers argeloze mensen die de deur voor hen openen. Als reactie daarop hebben sommige distributeurs besloten geen kerstkaartjes meer te verstrekken en zijn sommige bezorgers gaan anticiperen op de onveiligheid door lezers via een stencil te vragen geld giraal aan hen over te maken.